# 黑腹短鰩
黑腹短鰩（學名：Breviraja nigriventralis），為軟骨魚綱鰩目鰩科短鰩屬的一種，分布於中西大西洋巴拿馬至法屬圭亞那海域，深度549至776公尺，體長可達40公分，棲息在深海海域，為底棲性魚類，屬肉食性，卵生，卵囊為長方形並有堅硬角狀突起，生活習性不明。